# Mioglia
Mioglia (en lígur: Mieuja; en piemontès: Mioja) és un comune (municipi) a la província de Savona, a la regió italiana de la Ligúria, situat uns 40 km a l'oest de Gènova i uns 20 km al nord de Savona. A 31 de desembre de 2017, tenia 518 habitants i una superfície de 19,30 km².
Mioglia limita amb els següents municipis: Giusvalla, Pareto, Pontinvrea i Sassello.